# P.J. Welinder
Per Jönsson Welinder, född 25 februari 1884 i Norrvidinge i Svalövs kommun, död 8 oktober 1934, var en svensk syndikalist och facklig agitator.

## Biografi
Welinder flyttade i tidig ålder från Skåne till Stockholm där han försörjde sig som handelsarbetare. Han var fackligt engagerad men intresserade sig också för den kooperativa rörelsen. Efter Storstrejken 1909 tvingades han liksom många andra arbetare emigrera, och hamnade då i trakterna kring Vancouver i Kanada. Efter några år sökte han sig vidare till Seattle i Washington där han fick arbete inom skogsindustrin.
I samband med konflikterna i branschen blev han medlem i den amerikanska syndikalistiska fackföreningen IWW, inom vilken organisation han snart blev uppskattad för sin talarförmåga i offentlig agitation för rörelsen och för yttrandefrihet i allmänhet. De amerikanska myndigheternas skärpta hållning gentemot fackligt och politiskt radikala arbetare under början av 1920-talet innebar långa fängelsestraff för en del, men Welinder klarade sig med endast några kortare vistelser bakom galler.
I november 1924 valdes han till ombud till IWWs kongress, och väl där genom en serie omständigheter även till organisationens tillförordnade generalsekreterare och kassör. Efter att ordinarie val kunde genomföras i februari 1925 beslöt han sig för att åter besöka hemlandet. Trots att han inte hade haft för avsikt att stanna i Sverige så fann han sig snabbt hemma i den svenska syndikalistiska organisationen, SAC, och blev därför kvar.
Han bosatte sig i Göteborg och anställdes 1926 som agitator för fyra västsvenska SAC-distrikt och redaktör för deras tidning Arbetarekuriren. Ett missnöje med centralorganisationen SAC hade under dessa år växt i delar av landet, i synnerhet efter att förhandlingar påbörjats med LO om en sammanslagning av de båda organisationerna. Göteborgs Lokala Samorganisation (LS) uteslöts av ekonomiska skäl ur SAC 1927 och året efter valde de fyra distrikten att på en kongress i Göteborg den 26-28 oktober bilda en ny organisation, Syndikalistiska arbetarefederationen (SAF), med Arbetarekuriren som utåtriktat organ och Welinder som drivande kraft.
Även i Sverige blev Welinder en uppskattad offentlig talare för den syndikalistiska fackliga idén, han reste runt i landet och höll offentliga möten för SAF och SAC, samt skrev också ett antal böcker i ekonomiska och politiska frågor. De sista åren intresserade han sig för hyresgästfrågor och valdes till ordförande i Göteborgs hyresgästförening samt ledamot i Hyresgästföreningens centralförsamling. Strax före sin död blev han även utsedd till HSB:s första VD.
Welinders hälsa blev under de sista åren sämre och han avled den 8/10 1934 i Tuberkulös hjärnhinneinflammation.

## PJ Welinder i kulturen
- I filmen "Moa" (1986) av Anders Wahlgren är rollkaraktären "tidningsredaktör", spelad av Roland Hedlund, en sammansmältning av Arbetarekurirens redaktör P.J. Welinder och Brands redaktör C.J. Björklund.